# Manacus vitellinus
El saltarín cuellidorado (Manacus vitellinus), también denominado saltarín barbiamarillo (en Colombia) o matraquero de cuello dorado, es una especie de ave paseriforme de la familia Pipridae perteneciente al género Manacus. Es nativo del sureste de América Central y extremo noroeste de América del Sur.

## Distribución y hábitat
Se distribuye desde el noroeste de Panamá hasta el oeste de Colombia, al oeste de los Andes occidentales.
Esta especie es considerada común en su hábitat natural: el denso sotobosque de bordes de selvas húmedas, principalmente por debajo de los 1000 m s. n. m. de altitud.

## Sistemática

### Descripción original
La especie M. vitellinus fue descrita por primera vez por el naturalista británico John Gould en 1843 bajo el nombre científico Pipra vitellina; la localidad tipo es «Ciudad de Panamá».

### Etimología
El nombre genérico masculino «Manacus» es una latinización del nombre holandés «manekken, manakin» que significa ‘pequeña cosa bonita’, y el nombre utilizado en Surinam para designar las aves de esta familia; y el nombre de la especie «vitellinus», en latín moderno significa ‘vitelino, de color amarillo profundo, teñido de rojo’.

### Taxonomía
Las cuatro especies de este género ya fueron tratadas como conespecíficas como Manacus manacus, pero las significativas diferencias morfológicas y las evidencias genéticas justifican la separación. Alternativamente, algunos autores consideran a la presente especie conespecífica apenas con Manacus vitellinus. La presente especie hibrida con Manacus candei en el noroeste de Panamá, y la forma resultante ya fue descrita como la especie Manacus cerritus J.L. Peters, 1927. También hibrida con M. manacus en Colombia, en el bajo valle del Cauca.

### Subespecies
Según las clasificaciones del Congreso Ornitológico Internacional (IOC) y Clements Checklist/eBird,  se reconocen cuatro subespecies, con su correspondiente distribución geográfica:
- Manacus vitellinus vitellinus (Gould, 1843) - Panamá (al este desde Bocas del Toro) y noroeste de Colombia (norte del [Chocó]], y norte de Antioquia alrededor del golfo de Urabá.
- Manacus vitellinus amitinus Wetmore, 1959 - isla Escudo de Veraguas (en Bocas del Toro).
- Manacus vitellinus milleri Chapman, 1915 - norte de Colombia en los valles de Sinú y del bajo Cauca.
- Manacus vitellinus viridiventris Griscom, 1929 - oeste de Colombia al oeste de los Andes occidentales (al sur hasta el suroeste de Cauca), también en el lado oriental del alto valle del Cauca.